# Suctobelbella acutissima
Suctobelbella acutissima är en kvalsterart som först beskrevs av Balogh 1958.  Suctobelbella acutissima ingår i släktet Suctobelbella och familjen Suctobelbidae. Inga underarter finns listade i Catalogue of Life.